# Данилова, Ольга Михайловна
Ольга Михайловна Данилова (род. 27 февраля 1955, Речица, Гомельская область) — российский политик, член Совета Федерации (26 сентября — 8 ноября 2023).

## Биография
Родилась в городе Речица Гомельской области в 1955 году. В 1983 году окончила Московский ордена Дружбы народов кооперативный институт по специальности «Бухгалтерский учёт и анализ хозяйственной деятельности».
В 1974-2013 гг. работала на предприятиях и в организациях Вологодской области. Руководила региональным отделением «Опоры России»
В 2010-2016 годах — член Общественной палаты РФ.
С мая 2016 г. по ноябрь 2019 г. — председатель Общественной палаты Вологодской области.
С февраля 2020 г. по сентябрь 2023 г. — уполномоченный при губернаторе Вологодской области по защите прав ветеранов и пенсионеров.

### Совет Федерации
Губернатор Вологодской области Олег Кувшинников наделил полномочиями сенатора регионального омбудсмена по правам ветеранов и пенсионеров Ольгу Данилову. Соответствующий приказ глава региона подписал 26 сентября 2023 года. Место сенатора от региона стало вакантным после смерти Елены Авдеевой, которая ранее представляла область в Сенате.
8 ноября 2023 года досрочно сложила полномочия. Пребывание Даниловой в Совете Федерации стало самым коротким за его историю, составив 44 дня.
Вместо неё сенатором назначен Олег Кувшинников, подавший в отставку с поста губернатора 31 октября 2023 года.